# دوکاتی
دوکاتی (به ایتالیایی: Ducati) شرکت موتورسیکلت‌سازی ایتالیایی از زیرمجموعه‌های گروه فولکس‌واگن است. موتورسیکلت‌های این شرکت به داشتن طرح بدنه زیبا و نیز کیفیت فنی مناسب مشهورند. شرکت دوکاتی را، برادران دوکاتی در سال ۱۹۲۶ پایه‌گذاشتند. مالکیت این شرکت از آن زمان تاکنون چندین بار تغییر کرده‌است. هم‌اکنون دفتر مرکزی این شرکت و کارخانه تولیدی آن، در شهر بولونیا، ایتالیا قرار دارند.
موتورسیکلت‌های این شرکت، در چند دسته اصلی تولید می‌شود. دوکاتی در مسابقات قهرمانی موتوجی‌پی و سوپربایک، شرکت می‌کند و بارها برنده جایزه اول شده‌است. شرکت خودروسازی آئودی، از طریق زیرمجموعه خود؛ لامبورگینی (مالک دوکاتی) صاحب برند دوکاتی محسوب می‌شود و با توجه به اینکه آئودی خود یکی از شرکت‌های تابعه گروه فولکس‌واگن می‌باشد، لذا این شرکت آلمانی، مالک اصلی شرکت دوکاتی، به‌شمار می‌آید.

## تاریخچه
در سال ۱۹۲۶ برادران دوکاتی به نام‌های آنتونیو، آدریانو، مارسلو و برونو دوکاتی کارگاه تولید لامپ خلأ، خازن و بقیه قطعات رادیو را تأسیس کردند. تا سال ۱۹۳۵ آنقدر موفقیت تجاری بدست آوردند، که کارخانه جدیدی را نیز، راه‌اندازی نمودند.
در طول سال‌های جنگ جهانی دوم با وجود بمباران نیروهای متفقین، همچنان خط تولید را فعال نگه داشتند. در همین اوضاع و اوصاف، فردی بنام آلدو فارینلی شروع به ساخت موتور کوچکی برای نصب بر روی دوچرخه کرد.
پس از یک ماه از آزادی ایتالیا در سال ۱۹۴۴ اعلام کرد، که این موتور (پیشرانه) را به فروش می‌رساند. اولین موتورها به صورت تک‌فروشی، برای نصب بر روی دوچرخه‌ها به‌فروش می‌رفت، ولی کم‌کم تجار تعداد بیشتری سفارش دادند، تا بر روی دوچرخه‌ها نصب کرده و به مشتریان بفروشند.
در سال ۱۹۵۰ و پس از آنکه تقریباً دویست‌هزار پیشرانه، به‌فروش رفته بود، دوکاتی با همکاری فارینلی، اولین موتورسیکلت دوکاتی را تولید کرد. این موتورسیکلت ۶۰ سی‌سی حجم موتور و ۴۰ کیلوگرم وزن داشت، می‌توانست به حداکثر سرعت ۶۴ کیلومتر در ساعت دست پیدا کند. دوکاتی بعدها موتورهای با حجم بزرگتر و قدرتمندتر ساخت و تبدیل یه یکی از معروف‌ترین کمپانی‌های موتورسیکلت‌سازی دنیا شد.
در ماه آوریل سال ۲۰۱۲ میلادی، گروه فولکس‌واگن آلمان، علاقه‌مندی خود را، برای خرید سهام شرکت دوکاتی، به ارزش تقریبی ۸۶۰ میلیون یورو اعلام کرد. این قرارداد نهایتاً در ۱۹ ژوئیه ۲۰۱۲ با مبلغ توافق شده ۷۴۷ میلیون یورو به امضا رسید و دوکاتی هم به‌طور کامل به کلکسیون برندهای بزرگترین خودروسازی جهان، یعنی گروه فولکس واگن، اضافه شد.

## طراحی موتورسیکلت‌ها
دوکاتی معروفیت خود را، مدیون موتورسیکلت‌های قدرتمند و دارای حجم موتور بالاست. این موتورسیکلت‌ها از پیشرانه‌های چهار زمانه و با فناوری وی-شکل استفاده می‌کنند. دوکاتی این فناوری را ال-دوگانه می‌نامد، چرا که نحوه قرارگیری سیلندرها به شکل عمودی و افقی و با زاویه ۹۰ درجه نسبت بهم، حرف ال در الفبای انگلیسی را، تشکیل می‌دهد.
مدل‌های جدید دوکاتی همچنان در بازار موتورهای قدرتمند، جزو برترین‌ها هستند و این موفقیت را مدیون فناوری به ارث برده از ۵۰ سال پیش هستند. این فناوری منحصر به موتورهای دوکاتی است.
در مورد سیستم کلاچ نیز، دوکاتی فناوری منحصربه‌فرد خود را دارد. درحالی‌که سازنده‌های دیگر از فناوری کلاچ غوطه‌ور در روغن، استفاده می‌کنند، دوکاتی سیستم کلاچ خشک را، در موتورسیکلت‌هایش به‌کار می‌گیرد.
دوکاتی همچنین از فناوری‌ای بنام قاب فضایی ساخته‌شده از فیبر کربن، در طراحی بدنه برخی مدل‌ها استفاده می‌نماید.
از معروف‌ترین مدل‌های ساخت این شرکت می‌توان به Cucciolo، 750 Imola Desmo، 916 و Monster اشاره کرد.

## طرفداران و هواداران
از اوایل دهه ۱۹۹۰ میلادی، یکی از استراتژی‌های کلیدی کمپانی دوکاتی، تشکیل و تقویت گروه‌های هوادار و علاقه‌مند به دوکاتی بوده‌است. این گروه‌ها که شامل گروه‌های محلی، منطقه‌ای، کلاب‌های کشوری و حتی گروه‌های اینترنتی می‌شود، نقش به‌سزایی در افزایش محبوبیت دوکاتی در کشورهای مختلف جهان داشته‌اند. امروزه بیش از ۴۰۰ کلوب طرفدار دوکاتی در دنیا وجود دارد، که بیش از ۲۰۰ هزار عضو دارند.
نزدیک به ۱۷ هزار نفر نیز، در وب‌سایت تیم مسابقه دوکاتی عضو هستند. گروه‌های بسیار زیادی در آمریکای شمالی رانندگان و صاحبان دوکاتی را گرد هم آورده‌اند. بعضی‌ها نیز علاقه‌مند به جمع‌آوری، خرید و فروش مدل‌های قدیمی و کلاسیک دوکاتی هستند.